# San Martín, Xiutetelco
San Martín är en ort i Mexiko.   Den ligger i kommunen Xiutetelco och delstaten Puebla, i den sydöstra delen av landet, 190 km öster om huvudstaden Mexico City. San Martín ligger 2 050 meter över havet och antalet invånare är 1 568.
Terrängen runt San Martín är bergig. Runt San Martín är det ganska tätbefolkat, med 149 invånare per kvadratkilometer. Närmaste större samhälle är Teziutlan, 4,4 km nordväst om San Martín. I omgivningarna runt San Martín växer huvudsakligen savannskog.